# Zogelsdorfer Stein

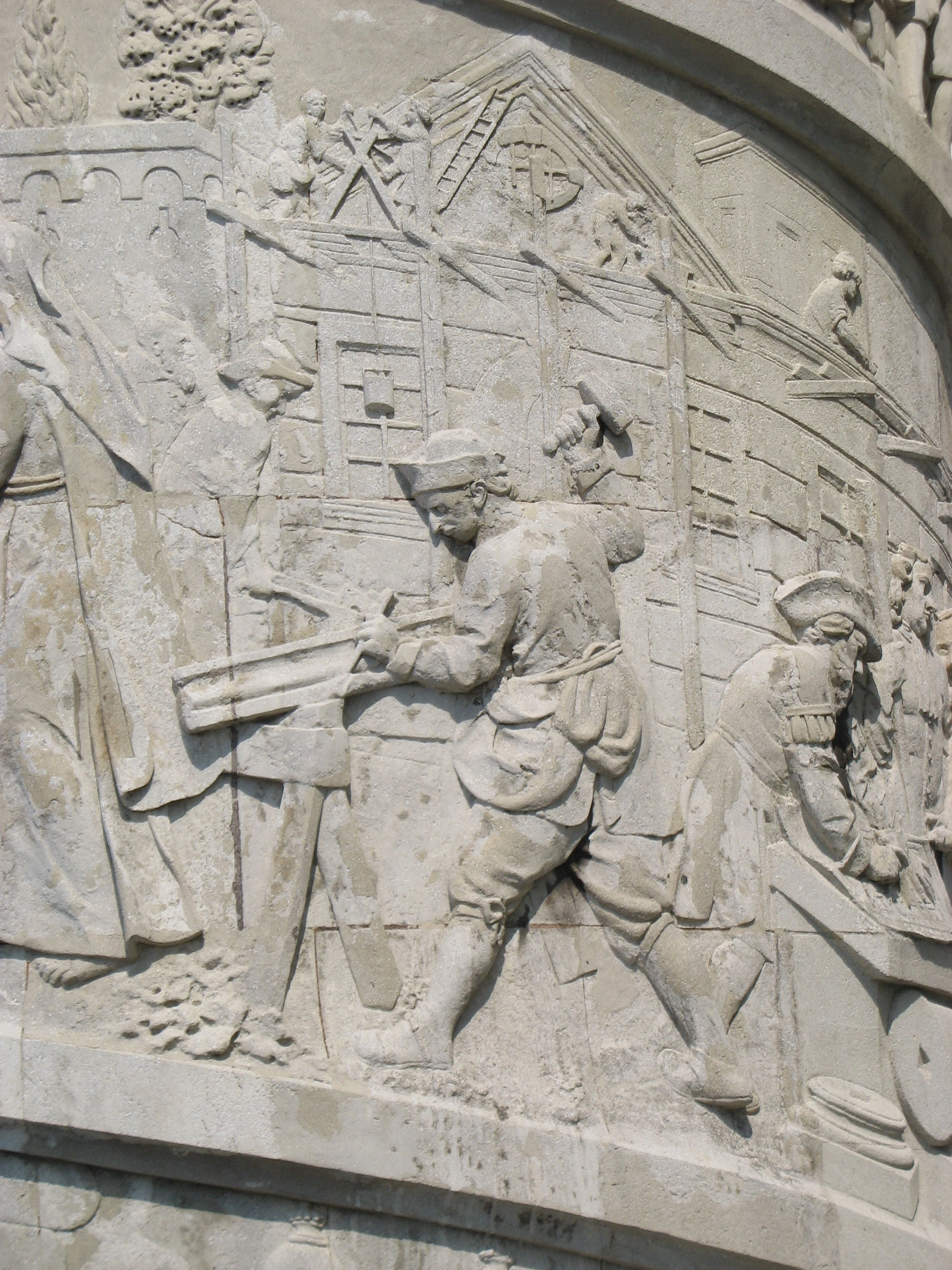
Wiener Karlskirche, Detail der Säulenreliefs

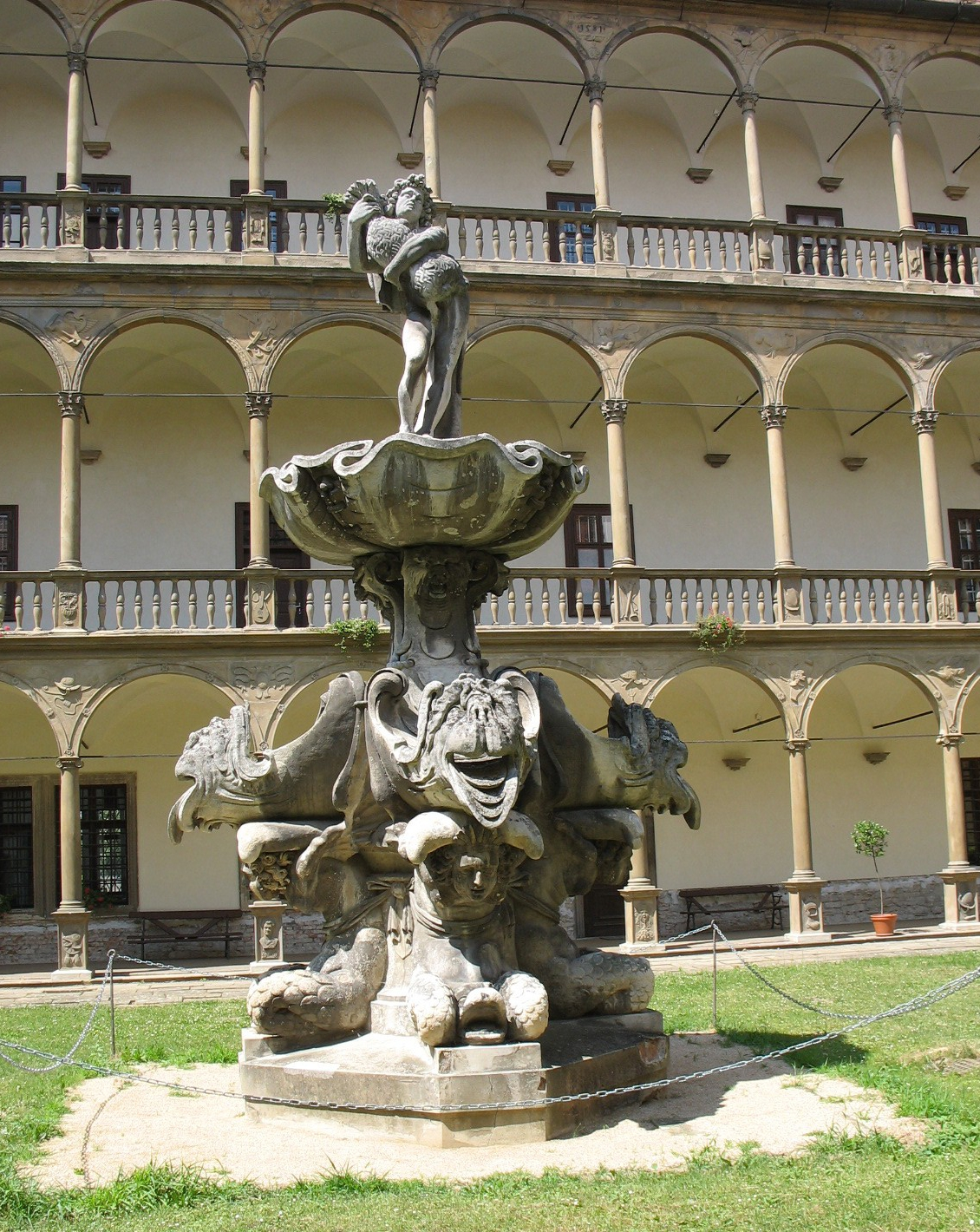
Bacchus-Brunnen des Pietro Maino Maderno aus Eggenburger Stein

Der Zogelsdorfer Stein (historisch als Eggenburger Stein, Burgschleinitzer Stein oder Weißer Stein von Eggenburg bezeichnet) ist ein hauptsächlich nahe Zogelsdorf bei Eggenburg in Niederösterreich abgebauter quarzhaltiger Kalkarenit.

## Entstehung und Vorkommen
Der Zogelsdorfer Stein stammt aus dem Burdigalium und ist somit etwas älter als die Leithakalke. Als hauptsächliche Gesteinsbildner sind die massenhaft auftretenden Moostierchen (Bryozoa) zu nennen, weshalb der Stein in der Fachliteratur auch als Bryozoenkalk oder Nulliporenkalk (Nulliporen sind Algen) bezeichnet wird. Daneben treten je nach Formation aber auch Pilgermuscheln und vereinzelt Seeigel und Seepocken auf, was auf eine Entstehung im marinen, bewegten Flachwasserbereich hinweist. Als klastische Einschlüsse können Quarze, Muskovite, und Feldspate beobachtet werden, die mit Kalkspat oder Blocksparit einzementiert wurden. Diese Einschlüsse können aus den in der Nähe vorkommenden Graniten abgeleitet werden, denen der Kalksandstein auch aufgelagert ist.
Der Zogelsdorfer Stein ist am Ostrand der Böhmischen Masse zwischen Pulkau und Maissau, vor allem aber um Eggenburg als 5 bis 10 Meter mächtige Auflagerung verbreitet. Wegen der weitgehenden Stabilität des Böhmischen Masse ist der Kalkstein kaum geklüftet und somit für die Werksteingewinnung von hoher Qualität.

## Abbau und Eigenschaften
Der Stein wurde bereits in der Bronzezeit gebrochen, wie aus Fundstücken ersichtlich ist. Der Abbau endete erst Mitte des 20. Jahrhunderts. Die letzten Werksteinstücke verwendete man zur Behebung der Kriegsschäden am Kunsthistorischen Museum in Wien. Wegen seiner ausgezeichneten Eigenschaften wurde das Gestein von Bildhauern sehr geschätzt, zumal er, weil kaum zerklüftet, auch in beliebig großen Stücken gewonnen werden konnte. Seine Nutzung intensivierte sich im 12. Jahrhundert, wo er an mehreren Stellen überwiegend für den lokalen Bedarf gewonnen und beispielsweise im Kirchenbau (Kirchen in Eggenburg, Kuenring, Pulkau und Burgschleinitz) verwendet wurde.

## Erfolgreiche „Werbestrategie“
Die „Werbestrategen“ der damaligen Zeit waren überaus erfolgreich in der Verdammung der Kalksandsteine des Leithagebirges und des Ruster Hügellandes, sodass man in Wien vom schlechten hungrischen stain sprach. Dies ging so weit, dass sogar Fürst Esterházy, der zahlreiche eigene Steinbrüche besaß, Bauplastik und Skulpturen in Schloss Fertód aus Zogelsdorfer Stein anfertigen ließ! Das geschah natürlich aus Konkurrenzgründen. Da mehrere Söhne aus Eggenburger Steinmetzfamilien, wie Johann Georg Haresleben, Reichardt Fux, Joseph Winkler, Johann Michael Strickner, u. a.mehr, keinen Platz im eigenen Steinmetzgewerbe fanden, „verband sich  der tragfähige harte Kalkstein mit dem Bildhauerstein“ durch Einheirat (meist durch Heirat der Meisterswitwe) in die italienisch-schweizerischen Meisterfamilien im kaiserlichen Steinbruch und waren danach sehr erfolgreich.

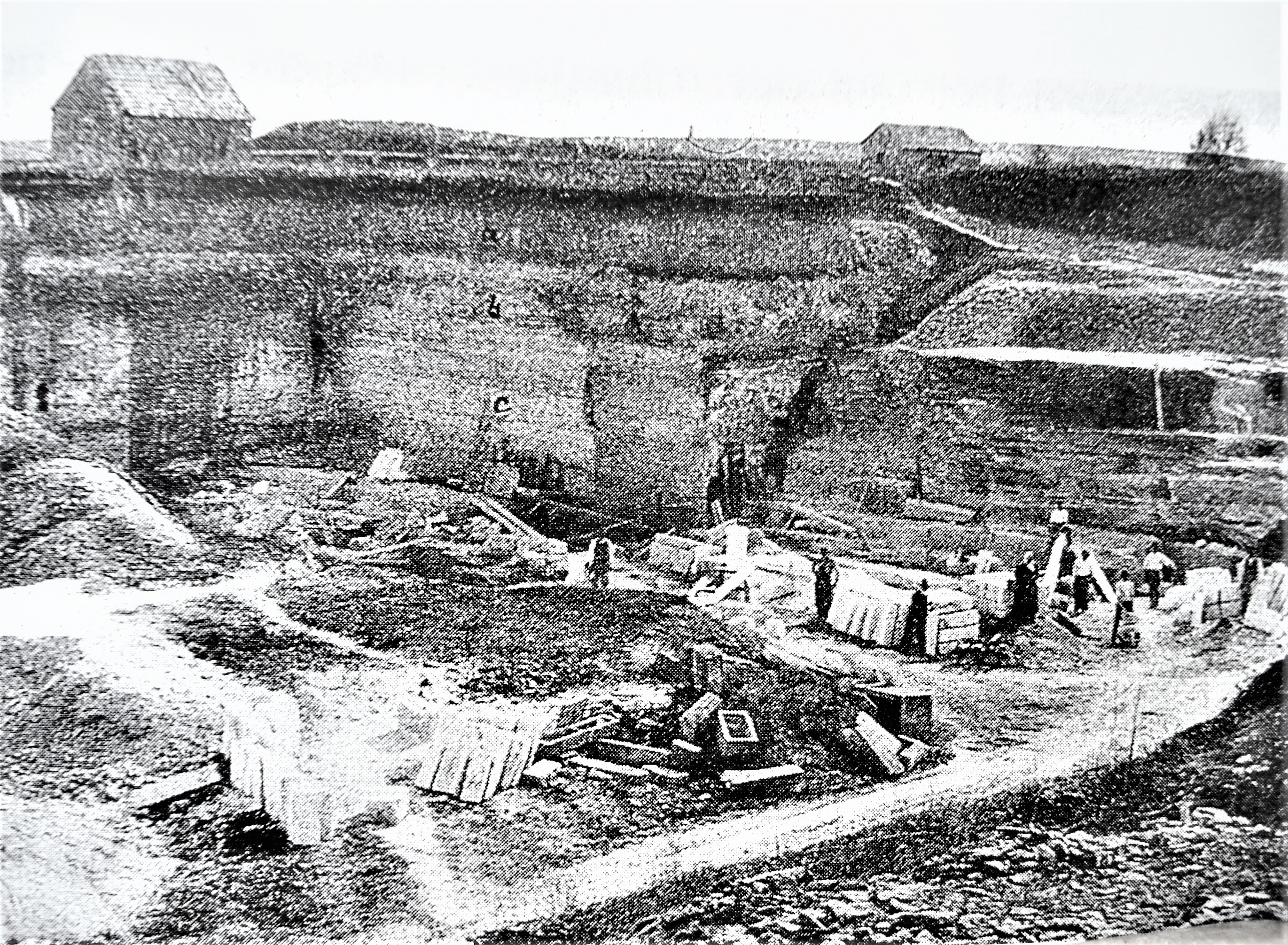
Zogelsdorfer Steinbruch (Waldbruch) vor 1913

Auf der Hochfläche zwischen Zogelsdorf und Reinprechtspölla wurde der Stein an immer mehr kleinen Stellen gebrochen, bis diese Steinbrüche im Laufe der Zeit zum so genannten Großen Bruch (oder Waldbruch) zusammengewachsen waren. Archivalien über diesen Bruch sind seit 1472 vorhanden. Im 17. und 18. Jahrhundert erlebte der Stein seine Blüte: Der in Besitz der Herrschaft Harmannsdorf stehende Große Bruch war an mehrere Steinmetze sowie an Großabnehmer wie Stifte verpachtet, wobei damals waren bis zu 400 Menschen am Steinbruch und in davon abhängigen Gewerbebetrieben tätig. Die einzelnen Teile des Steinbruches waren nach ihren Pächtern benannt (z. B. Göttweiger Wand). Nach Streitigkeiten zwischen den konkurrierenden Eggenburger und Schönbrunner Steinmetzen verlor um 1770 das Steinbruchrevier jedoch an Bedeutung. Die Schönbrunner Steinmetze wollten nämlich keine vorgefertigten Steine aus Eggenburg beziehen, sondern nur rohe Blöcke, was die Eggenburger Steinmetze aber ablehnten. Die Schönbrunner Steinmetze verwendeten daraufhin Kalke aus dem Leithagebiet oder Sankt Margarethener Stein, womit der Zogelsdorfer Stein rasch aus der Mode kam und zwischen 1780 und 1800 das Steinmetzhandwerk um Eggenburg fast zum Erliegen kam.
Laut Schweickhardt waren um 1830 fünf Meister und 20 Hilfsarbeiter am Steinbruch beschäftigt, womit nur mehr der lokale Bedarf gedeckt wurde. 1839 übernahm Carl Freiherr von Suttner, der Schwiegervater von Bertha von Suttner, die Herrschaften Harmannsdorf und Zogelsdorf und versuchte, den Betrieb wieder aufleben zu lassen. Lieferungen nach Schloss Eisgrub in Mähren musste er wegen der hohen Transportkosten wieder einstellen. Erst die Bauten der Wiener Ringstraße (1860–1890) kurbelten die Nachfrage an und die neu errichtete Franz-Josephs-Bahn erleichterte den Transport. Um 1870 wurde sodann auch der heute zugängliche Johannesbruch eröffnet, der bis etwa 1885 in Betrieb war. Bis in die 1920er wurden noch sporadisch Steine entnommen, um 1950 im Rahmen der Behebung von Kriegsschäden auch in größerem Umfang.

## Verwendung
Er wurde an zahlreichen Bauten und Plastiken verwendet, beispielsweise beim Wiener Stephansdom (Heidentürme und große Teile des gotischen Baues, Hochaltar des Stephansdoms) und der Karlskirche, bei der figuralen Ausstattung der Stifte Geras, Altenburg, Heiligenkreuz Herzogenburg und Melk und bei Wiener Palastbauten wie dem Schloss Schönbrunn, am Michaelertor sowie an der Nationalbibliothek (Hofburg), am Stadtpalais des Prinzen Eugen, im Palais Liechtenstein oder auch im Schloss Esterházy in Ungarn. Damit war dieses Gestein zusammen mit dem Kaiserstein aus Kaisersteinbruch eines der wichtigsten Baugesteine vor allem in Wien.
Im Steinmetzhaus in Zogelsdorf und im Johannes-Schausteinbruch in Zogelsdorf werden die Eigenschaften und die Verwendung des Zogelsdorfer Steins exemplarisch erläutert. Besichtigt werden kann auch der Prachtsteinbruch südlich von Groß-Reipersdorf (beim Bahnhof Pulkau). Der Große Bruch auf der Straße zwischen Zogelsdorf und Reinprechtspölla ist aber unzugänglich.